# Casale Nuovo (Nocera Inferiore)
Il Casale Nuovo o Casalenuovo, (in dialetto locale O' Casalenuovo, talvolta Casalnuovo) è un antico rione di Nocera Inferiore. Con i rioni del Casale del Pozzo e di Capocasale, forma il quartiere di Capocasale, è inoltre parte anche del quartiere Storico. È detto Nuovo per la più recente fondazione, rispetto ai due ancestrali casali.

## Geografia
Dei Tre Casali, è quello a nord, essendo tra l'altro l'unico a non essersi direttamente formato lungo il Corso Vecchio andando verso il monte, ma nasce da una propaggine del rione Marrata.
Si sviluppa lungo le vie Gambardella, Vecchio Macello e Buonoscontro, confinando col rione Pino Secco.

## Storia

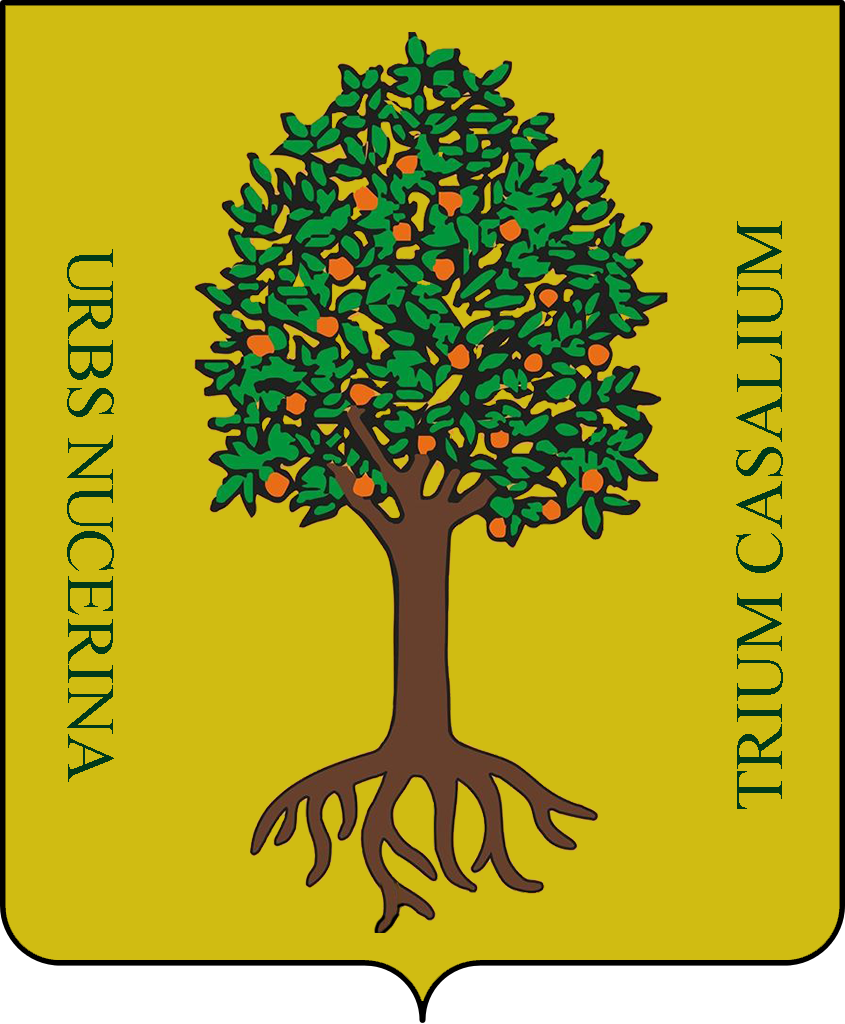
Stemma antico dei Tre Casali

Anticamente, in un'area di pertinenza dell'attuale rione, sorgeva l'ancestrale chiesa di Santa Maria delle Pastine, oggi inglobata dai caseggiati.
Già dal 1470 l'area della che oggi comprende via Forino e parte di via Federici avrebbe dato vita all'Università autonoma di Sant'Angelo in Grotta, legata alla Prioria, qui un documento dell'abazzia cavense riporta che gli abitanti del gruppo di case attorno alla propria fossero dediti alla coltura di viti e castagni. L'università restò autonoma fino al passaggio di consegne, nel 1592, tra la Badia di Cava ed il Vescovo di Nocera riguardo al possesso di Sant'Angelo. 
È tuttavia nel XVI secolo, quando alla nascita dell'Università Tre Casali, da una propaggine della Marrata, venne eretta una chiesa dedicata al culto di Caterina da Siena (in seguito dedicato alla Madonna del Buon Consiglio), il caseggiato che poi si andrà a formare intorno ad essa, verrà definito Casale, con l'aggiunta dell'appellativo Nuovo per distinguerlo (anche cronologicamente) dall'altro Casale. Lo stesso Casale, finì per assoggettare idealmente la Marrata. Parte dell'Università di San Matteo Tre Casali nel XVIII secolo e poi di Nocera San Matteo, dal 1851 è parte del comune di Nocera Inferiore. Nel dopoguerra subì grandi modifiche, agglomerando anche parte del caseggiato della vicina stazione ferroviaria.
Formatosi lungo l'asse del cosiddetto corso vecchio, occupò la via commercialmente più interessante permettendo lo sviluppo di famiglie ricche come i Baldini, i Longobardi ed i Boffardi.
A partire dall'inizio degli anni 2000, il rione, come tutti gli altri nell'area del Corso vecchio, è stato oggetto di un'imponente opera di recupero da parte dell'amministrazione locale.

## La Chiesa della Madonna del Buon Consiglio

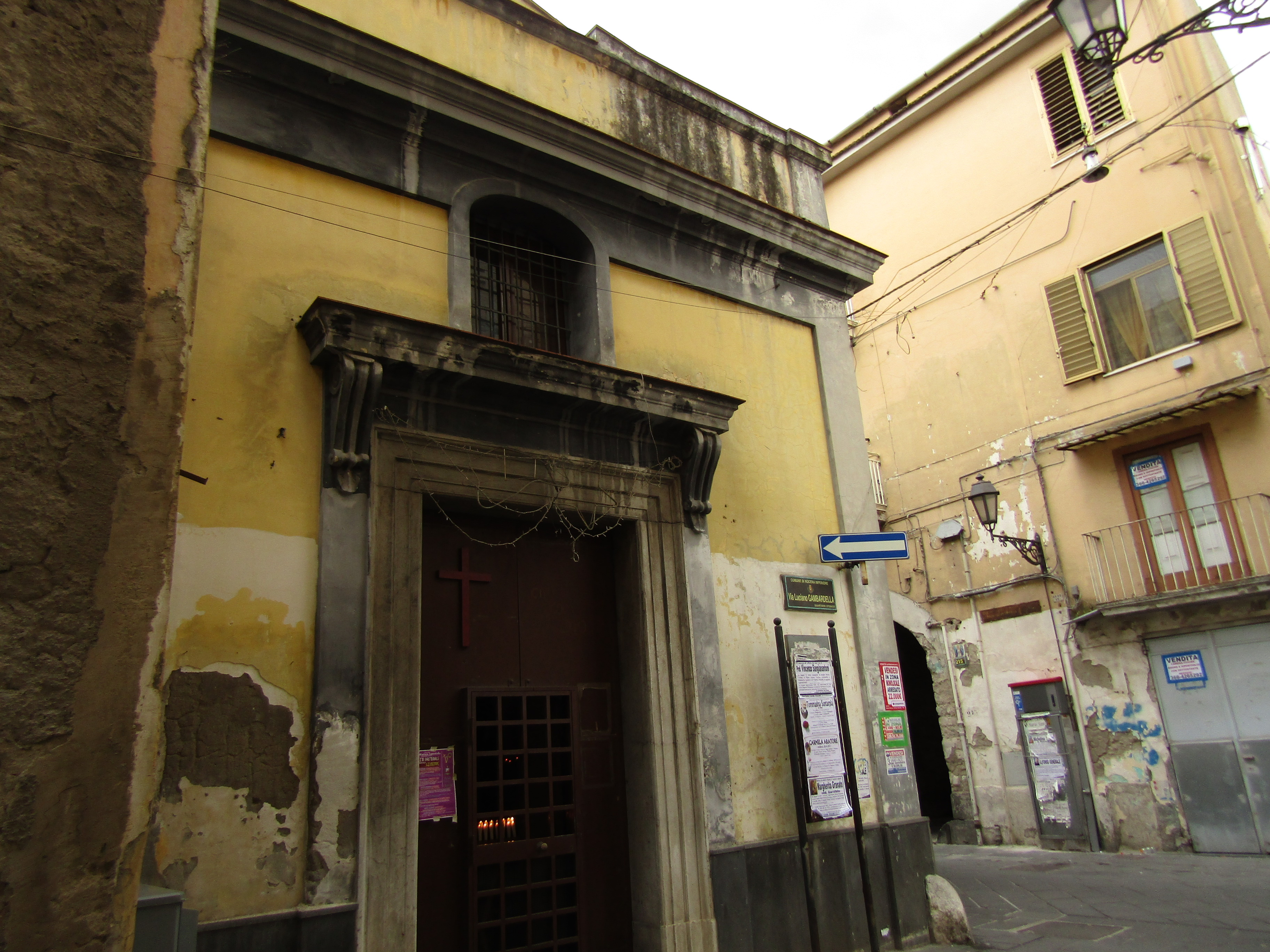
Prospetto della Chiesa

Sorta tra il XVI ed il XVII secolo, fu dedicata inizialmente solo al culto di Santa Caterina.
La struttura presenta una sola navata centrale, con un altare. Inoltre presenta diversi manufatti d'epoca (tra quali le statue di Santa Caterina e Sant'Alfonso Maria de' Liguori) e quadri di pregevole fattura, come quello della Madonna del Buon Consiglio.
Tutto il casale celebra le festività della vergine, nella piazzetta a ridosso della stazione, ogni metà del mese di giugno.

## I cortili
Come gli altri casali, anche qui ritroviamo nomi dialettali ai cortili come quello de Gravunari o quello de' Zicchinetti.
Questo casale ha la peculiarità, come il vicino Casale del Pozzo, di aver disposto anticamente di un forno per ogni cortile, ad uso prettamente panificatorio.

## Cultura
Il rione è interessato dalle tradizionali usanze del 12 dicembre (falò di Santa Lucia) e del 14 agosto (culto della Vergine di Materdomini). Storicamente, come tutte le aree dell'antica Universitas Trium Casalium è legata al culto di San Rocco del Casale del Pozzo.

### Curiosità

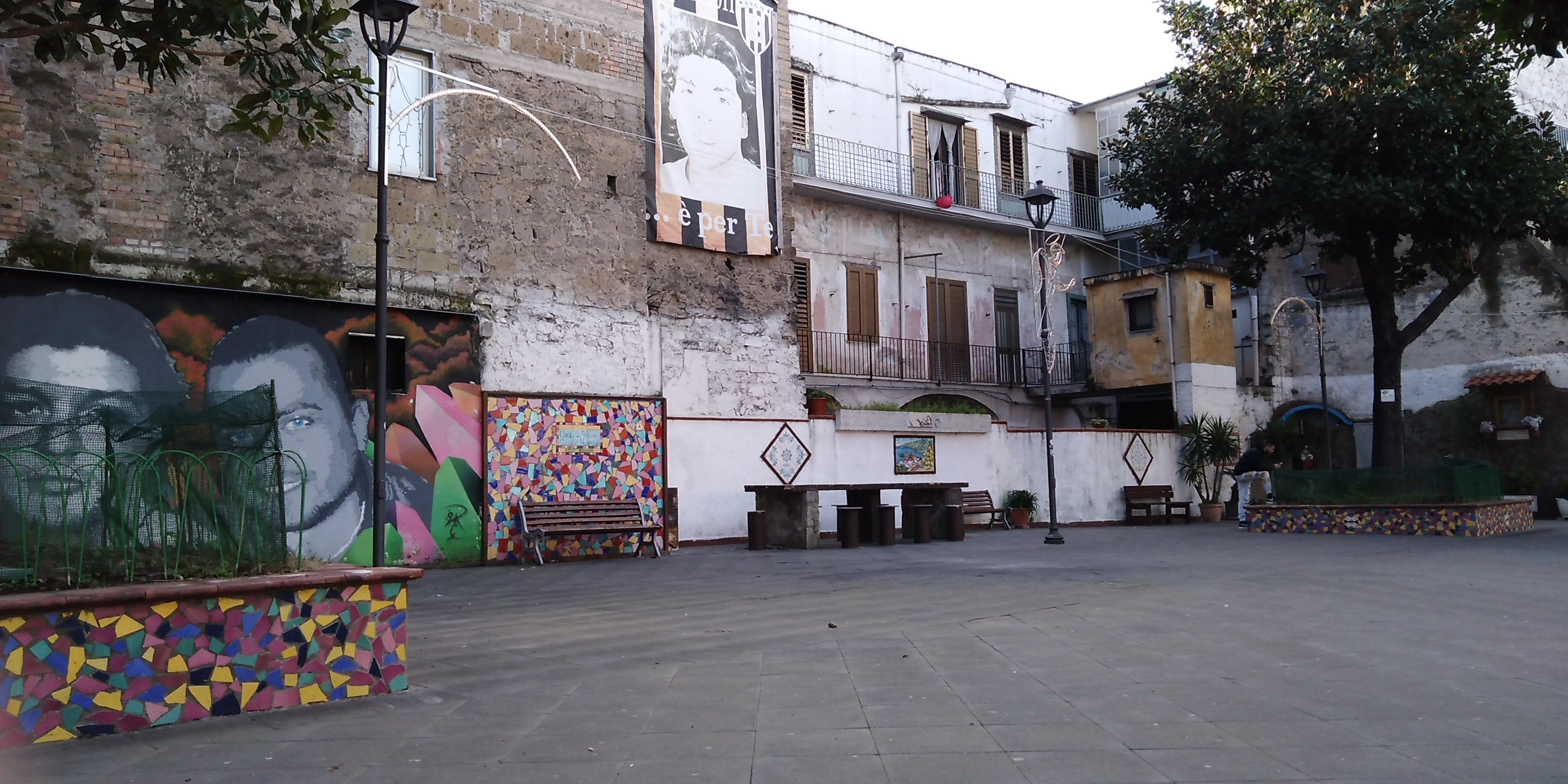
La piazzetta dove ha luogo l'evento

- Ogni 1º maggio, nella piazzetta del rione, sita a ridosso dell'attuale stazione ferroviaria in zona Pino Secco, si tiene il tradizionale Albero della cuccagna o, com'è localmente conosciuto,  'O Palo e' sapone. La tradizione è molto antica: al centro della piazzetta viene posto un palo di 9 metri circa, cosparso di cera e sapone, in cima ad esso è legato un "premio" composto da prelibatezze locali. Gruppi di 5/6 elementi, provenienti dai casali della città, si sfidano nel raggiungere la cima del palo, aiutandosi come torre umana, nel tentativo di raggiungere il premio alla cima del palo. Contestualmente, nello stesso luogo un restante gruppo si sfida anche al tiro della fune.
- C'è l'usanza di incendiare l'effigie del carnevalone.

## Infrastrutture e trasporti
Il rione sorge a ridosso della Stazione di Nocera Inferiore.